# Gumboot Island
Gumboot Island (von englisch gumboot ‚Gummistiefel‘) ist eine Insel vor der Ingrid-Christensen-Küste des ostantarktischen Prinzessin-Elisabeth-Lands. In den Vestfoldbergen liegt sie östlich der Plogøy vor der Nordküste der Breidnes-Halbinsel.
Das Antarctic Names Committee of Australia benannte sie 2021 deskriptiv nach ihrer Form, die an einen Gummistiefel erinnert.